# Мессаліна, Мессаліна!
«Мессаліна, Мессаліна!» («Messalina, Messalina!») — італійська еротична комедія 1977 року, знята режисером Бруно Корбуччі на кіностудії «Medusa Film».

## Сюжет
Мессаліна, невірна дружина імператора Клавдія (наступника Калігули), має численні романи. Неодноразові зради, здійснені без відома Клавдія, залишаються безкарними. Однак, врешті-решт, все закінчується комічною кривавою бійнею, коли імператор повертається додому раніше, ніж очікувалося, і виявляє, що в його палаці відбувається оргія. Клавдій та його солдати вбивають Мессаліну та всіх учасників оргії.

## У ролях
- Ліно Тоффоло: Джуліо Неліо
- Бомболо: Зентуріо Бізоне
- Томас Міліан: Баба
- Аннека Ді Лоренцо: Мессаліна
- Вітторіо Капріолі: Клаудіо
- Джанкарло Прете: Кайус Сілло
- Лорі Вагнер: Агріппіна
- Алессандра Кардіні: Кальпурнія
- Лука Спортеллі: Польдо
- Сал Борджезе: Мевіус

## Знімальна група
- Режисер: Бруно Корбуччі
- Ідея: Маріо Амендола та Бруно Корбуччі
- Сценарій: Маріо Амендола та Бруно Корбуччі
- Продюсер: Франко Росселліні
- Виконавчий продюсер: Ренато Джабоні
- Оператор: Марчелло Машоккі
- Монтаж: Даніеле Алабізо
- Композитор: Гвідо Де Анджеліс та Мауріціо Де Анджеліс
- Костюми: Альберто Версо